# 村上良子
村上 良子（むらかみ りょうこ、1949年8月6日 - ）は、日本の紬織作家。倉敷芸術科学大学名誉教授。紬織の重要無形文化財保持者（人間国宝）。

## 経歴
秋田県横手市出身。横手市立朝倉小学校、横手市立鳳中学校、秋田県立横手城南高等学校卒業、東京造形大学グラフィックデザイン科中退。志村ふくみに師事。1999年から2018年まで倉敷芸術科学大学教授として教鞭をとった。2018年から倉敷芸術科学大学名誉教授。

## 受賞・栄典
出典
- 1988年 - 第17回日本伝統工芸近畿展 松下賞
- 1989年 - 第36回日本伝統工芸展 東京都知事賞
- 2000年 - 第37回日本伝統工芸染織展 中国新聞社賞
- 2002年 - 第49回日本伝統工芸展 高松宮記念賞
- 2006年 - 京都府指定無形文化財保持者
- 2007年 - 紫綬褒章
- 2015年 - 第62回日本伝統工芸展 日本工芸会保持者賞、京都府あけぼの賞
- 2016年 - 紬織の重要無形文化財保持者（人間国宝）
- 2017年 - 京都府文化賞功労賞
- 2020年 - 旭日小綬章
- 2021年 - 京都市文化功労者